# Stanisław Giebułtowicz
Stanisław Leonard Giebułtowicz (ur. 6 listopada 1891, zm. 1956) – podpułkownik artylerii Wojska Polskiego.

## Życiorys
Syn Franciszka i Henryki. W czasie I wojny światowej walczył w szeregach c. i k. armii. Na stopień podporucznika został mianowany ze starszeństwem z dniem 1 sierpnia 1916 w korpusie oficerów rezerwy artylerii. W 1918 jego oddziałem macierzystym był pułk artylerii polowej nr 124.
Został przyjęty do Wojska Polskiego w stopniu porucznika. 9 września 1920 roku został zatwierdzony z dniem 1 kwietnia 1920 roku w stopniu kapitana, w artylerii, w grupie oficerów byłej armii austro-węgierskiej. Pełnił wówczas służbę w 4 pułku artylerii polowej.
3 maja 1922 został zweryfikowany w stopniu kapitana ze starszeństwem z dniem 1 czerwca 1919 w korpusie oficerów artylerii. Nadal służył w 4 pułku artylerii polowej w Inowrocławiu. W 1923 pełnił obowiązki komendanta kadry baterii zapasowej. Z dniem 15 lipca 1924 zostały mu powierzone obowiązki kwatermistrza pułku. 4 października tego roku został przesunięty na stanowisko pełniącego obowiązki dowódcy II dywizjonu. Następnie awansowany na stopień majora artylerii ze starszeństwem z dniem 1 lipca 1925. W 1928 był dowódcą III dywizjonu w 10 pułku artylerii ciężkiej w Przemyślu. W marcu 1930 został przeniesiony z 10 Grupy Artylerii w Przemyślu do 30 pułku artylerii lekkiej we Włodawie na stanowisko kwatermistrza. W marcu 1932 został przesunięty na stanowisko zastępcy dowódcy pułku. 17 stycznia 1933 roku został mianowany podpułkownikiem ze starszeństwem z dniem 1 stycznia 1933 roku i 4. lokatą w korpusie oficerów artylerii. W 1939 był komendantem miasta Brześć nad Bugiem.
Uczestniczył w kampanii wrześniowej. 10 września 1939 otrzymał zadanie zorganizowania załogi Twierdzy Brzeskiej. Następnego dnia dowództwo nad Zgrupowaniem „Brześć” przekazał generałowi Konstantemu Plisowskiemu. Po nastaniu okupacji niemieckiej został szefem Wydziału Wojskowego w organizacji Polska Niepodległa.

## Ordery i odznaczenia
- Krzyż Walecznych (trzykrotnie)[19]
- Złoty Krzyż Zasługi (19 marca 1935)[21][22]
- Signum Laudis Srebrny Medal Zasługi Wojskowej z mieczami na wstążce Krzyża Zasługi Wojskowej (Austro-Węgry)[23]
- Signum Laudis Brązowy Medal Zasługi Wojskowej z mieczami na wstążce Krzyża Zasługi Wojskowej (Austro-Węgry)[23]
- Krzyż Wojskowy Karola (Austro-Węgry)[23]